# Koenraad I van Oels
Koenraad I van Oels (circa 1294 - 22 december 1366) was van 1309 tot 1312 hertog van Sagan en Steinau, van 1312 tot 1313 en van 1321 tot aan zijn dood hertog van Oels, van 1312 tot 1314 hertog van Kalisz en van 1312 tot 1323 hertog van Namslau. Hij behoorde tot de Silezische tak van het huis Piasten.

## Levensloop
Koenraad was de tweede zoon van hertog Hendrik III van Glogau en diens echtgenote Mathilde, dochter van hertog Albrecht I van Brunswijk-Lüneburg. Na de vroege dood van zijn vader in 1309 erfde Koenraad samen met zijn vier broers diens domeinen. Omdat Koenraad toen nog minderjarig was, werd hij samen met zijn drie jongere broers onder het regentschap van zijn moeder en zijn oudste broer Hendrik IV de Trouwe geplaatst.
Koenraad I en zijn broers Hendrik IV en Bolesław zagen op 3 maart 1310 in Berlijn af van hun rechten over de Pommerellen in ruil voor een financiële compensatie van het markgraafschap Brandenburg. Om goede relaties te onderhouden met het huis Ascaniërs stonden de broers toen eveneens de steden Crossen an der Oder en Sagan af aan Brandenburg, die ze in 1319 opnieuw bemachtigden toen het huis Ascaniërs was uitgestorven.
Op 29 februari 1312 verdeelden de vijf broers hun gezamenlijke domeinen onderling: Koenraad I kreeg hierbij gezamenlijk met zijn broer Bolesław de districten Oels, Namslau, Kreuzburg, Kalisz en Gniezno. In 1313 beslisten beide broers om ook deze bezittingen onderling te verdelen, waarbij Koenraad de districten Namslau en Kalisz behield. In 1314 verloor hij het hertogdom Kalisz echter door een opstand van de adel.
In 1321 overleed zijn broer Bolesław zonder nakomelingen, waardoor Koenraad het hertogdom Oels erfde. De Poolse koning Wladislaus de Korte en hertog Bolesław III de Verkwister van Liegnitz waren het daar echter niet mee eens en probeerden om het hertogdom Oels te veroveren. Om dit te verhinderen sloot Koenraad een alliantie met hertog Hendrik VI van Silezië en kort daarna huwde hij met diens dochter Elisabeth. Uiteindelijk werd er op 10 augustus 1323 in Krakau een vredesverdrag gesloten met Wladislaus de Korte en Bolesław III de Verkwister. Hierbij mocht Koenraad het hertogdom Oels behouden, op voorwaarde dat hij het hertogdom Namslau afstond aan Bolesław III de Verkwister. In 1328 legde hij een eed van trouw af aan koning Jan de Blinde van Bohemen, waarmee hij leenman werd van het koninkrijk Bohemen.
In de zomer van 1343 begon koning Casimir III van Polen een militaire aanval tegen Koenraad, zijn broer Jan en zijn neef Hendrik V de IJzeren omdat hij de stad Fraustadt wilde veroveren. Toen het Poolse leger aan de stadsmuren van Oels stonden, versloeg Koenraad I het Poolse leger en sloot hij een vredesverdrag met Casimir III, waarbij die alsnog de stad Fraustadt kreeg. In 1345 probeerden Koenraad en Hendrik V de IJzeren tevergeefs om Fraustadt te heroveren, met als gevolg dat Casimir III een vergeldingsaanval deed tegen het hertogdom Oels.
In 1355 slaagde Koenraad erin om de controle te verwerven over het hertogdom Cosel en in 1357 kreeg hij de helft van het hertogdom Bytom, terwijl de andere helft van dat hertogdom naar hertog Casimir I van Teschen ging. Vervolgens kocht hij in 1358 de stad Militsch over van het bisdom Breslau.
In 1361 stierf Koenraads broer Jan, waarna Koenraad en zijn neef Hendrik V de IJzeren in een dispuut om diens erfenis belandden. In 1365 werd het conflict met de hulp van hertog Lodewijk I van Brieg opgelost.
In december 1366 overleed Koenraad en hij werd daarna bijgezet in de Sint-Hedwigskapel in het klooster van Trebnitz.

## Huwelijk en nakomelingen
Op 10 januari 1322 huwde hij met Elisabeth (1311-1328), dochter van hertog Hendrik VI van Silezië. Hun huwelijk bleef kinderloos.
Op 2 maart 1333 hertrouwde Koenraad met Euphemia (1313-1378), dochter van hertog Wladislaus van Bytom. Ze kregen minstens twee kinderen:
- Hedwig (1338-1351), huwde in 1345 met hertog Nicolaas II van Troppau
- Koenraad II (1340-1403), hertog van Oels